# Parc national Domogled-vallée de la Cerna
Le parc national Domogled-vallée de la Cerna (en roumain : Parcul Național Domogled - Valea Cernei) est une aire protégée (parc national de la catégorie II IUCN), située en Roumanie, dans le territoire administratif des județ de Caraș-Severin, Gorj et Mehedinți.

## Localisation
Le parc national, situé dans les Carpates méridionales, s'étend sur les massifs de Cerna, Godeanu, Vulcan et Mehedinți, dans le bassin de la rivière Cerna.

## Description

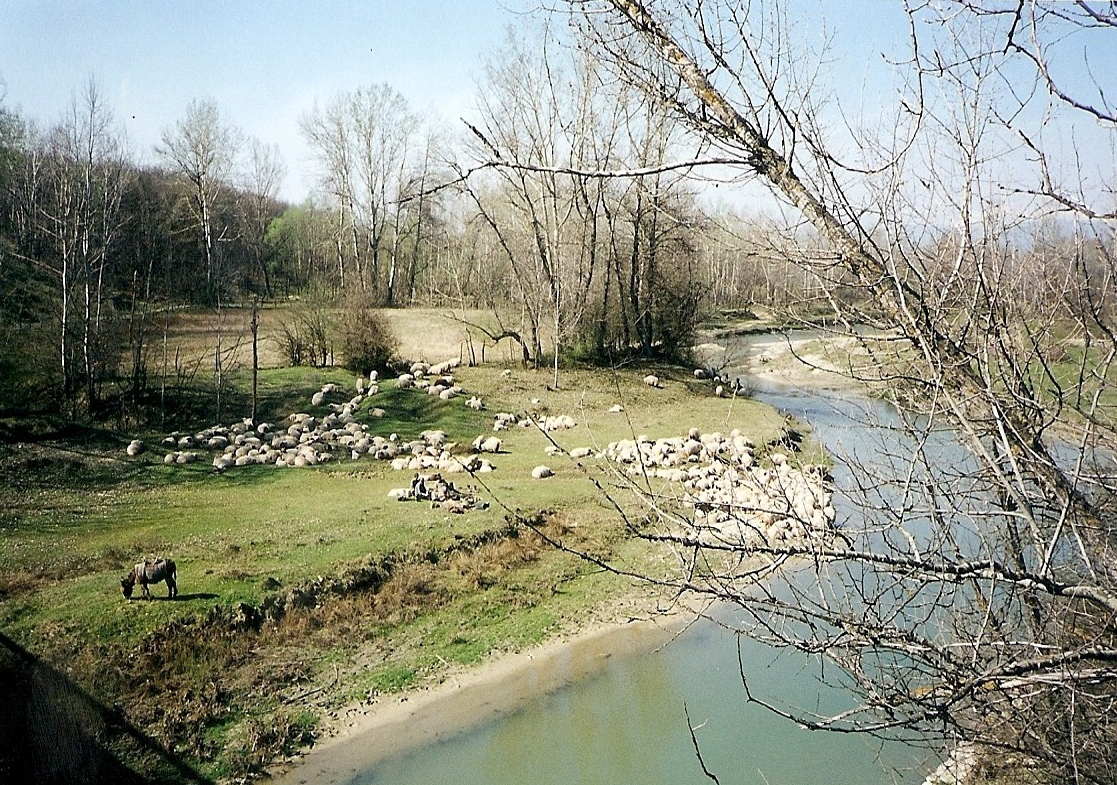
Parc national Domogled-vallée de la Cerna

Le parc national Domogled-Valea Cernei a une superficie de 61.211 ha. Il a été déclaré aire protégée par la Loi numéro 5 du 6 mars 2000 (publiée dans Monitorul Oficial n° 152 du 12 avril 2000) et représente une zone montagneuse avec une grande variété de la flore et la faune spécifiques aux Carpates. Il abrite des cirques, sommets montagneux, dolines, trottoirs calcaires, grottes, vallées, cascades...

## Galerie

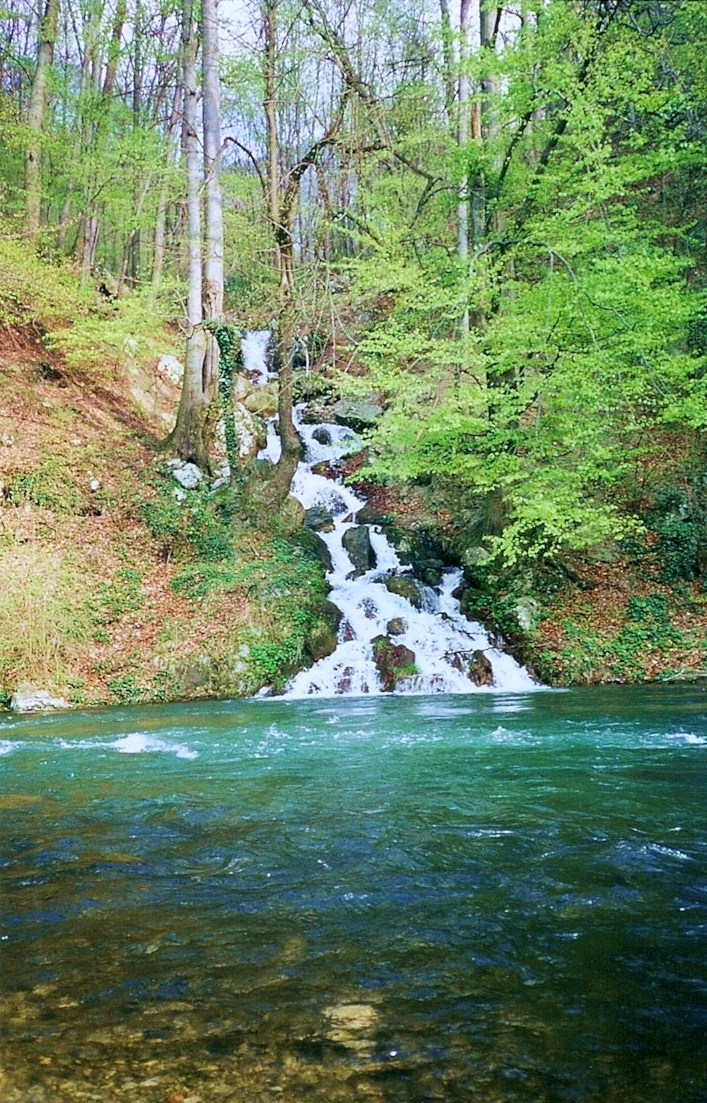
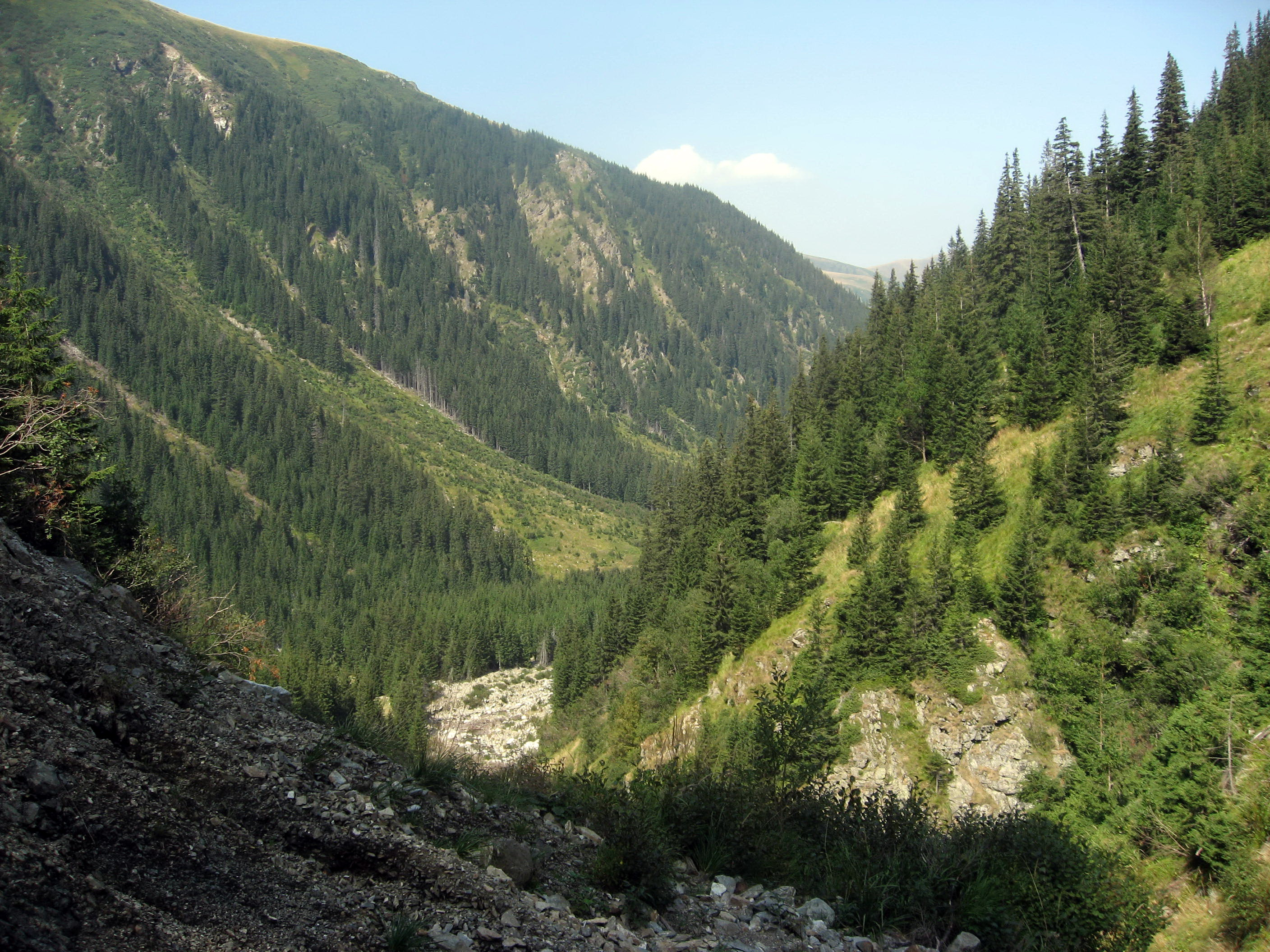
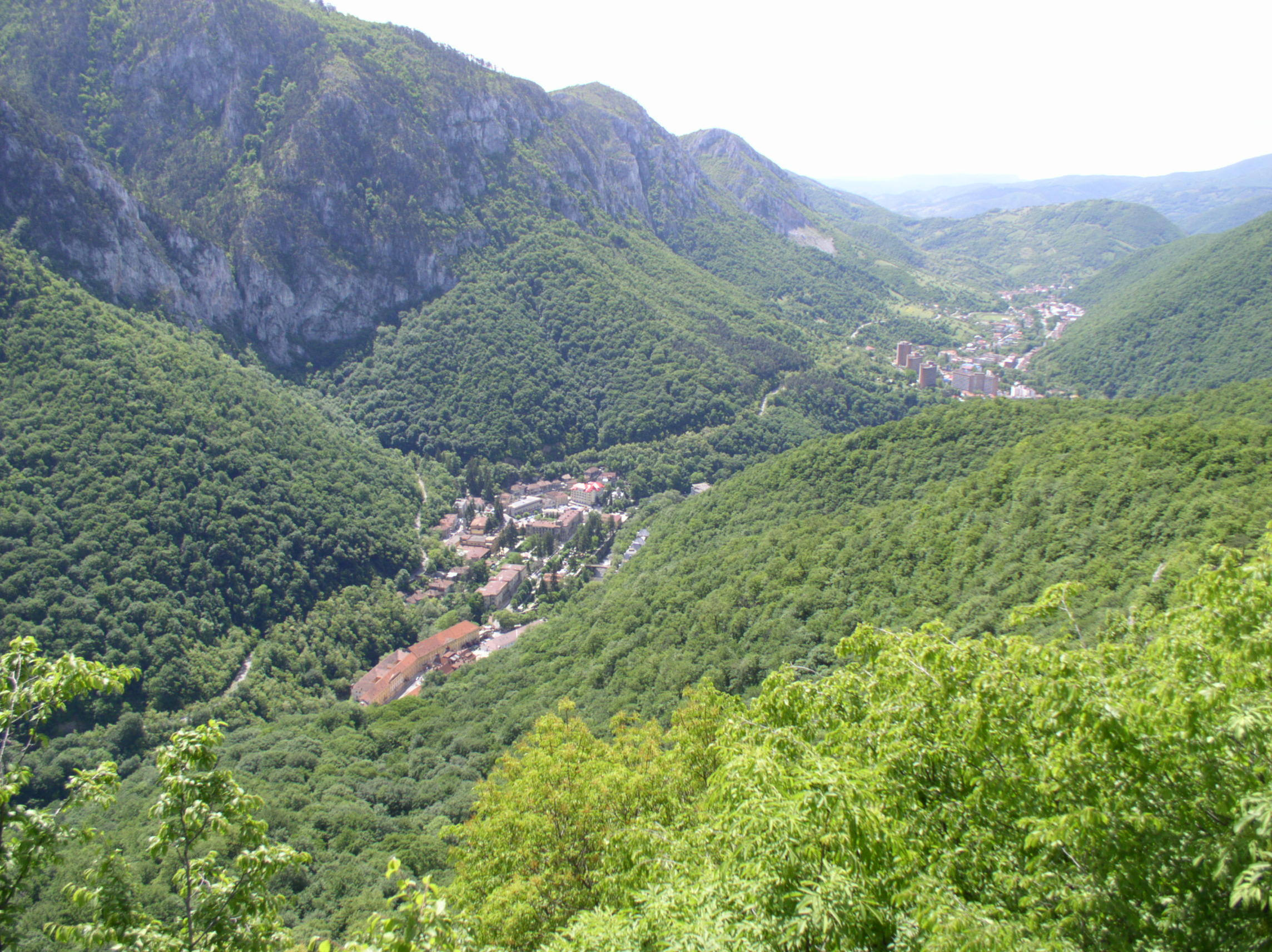
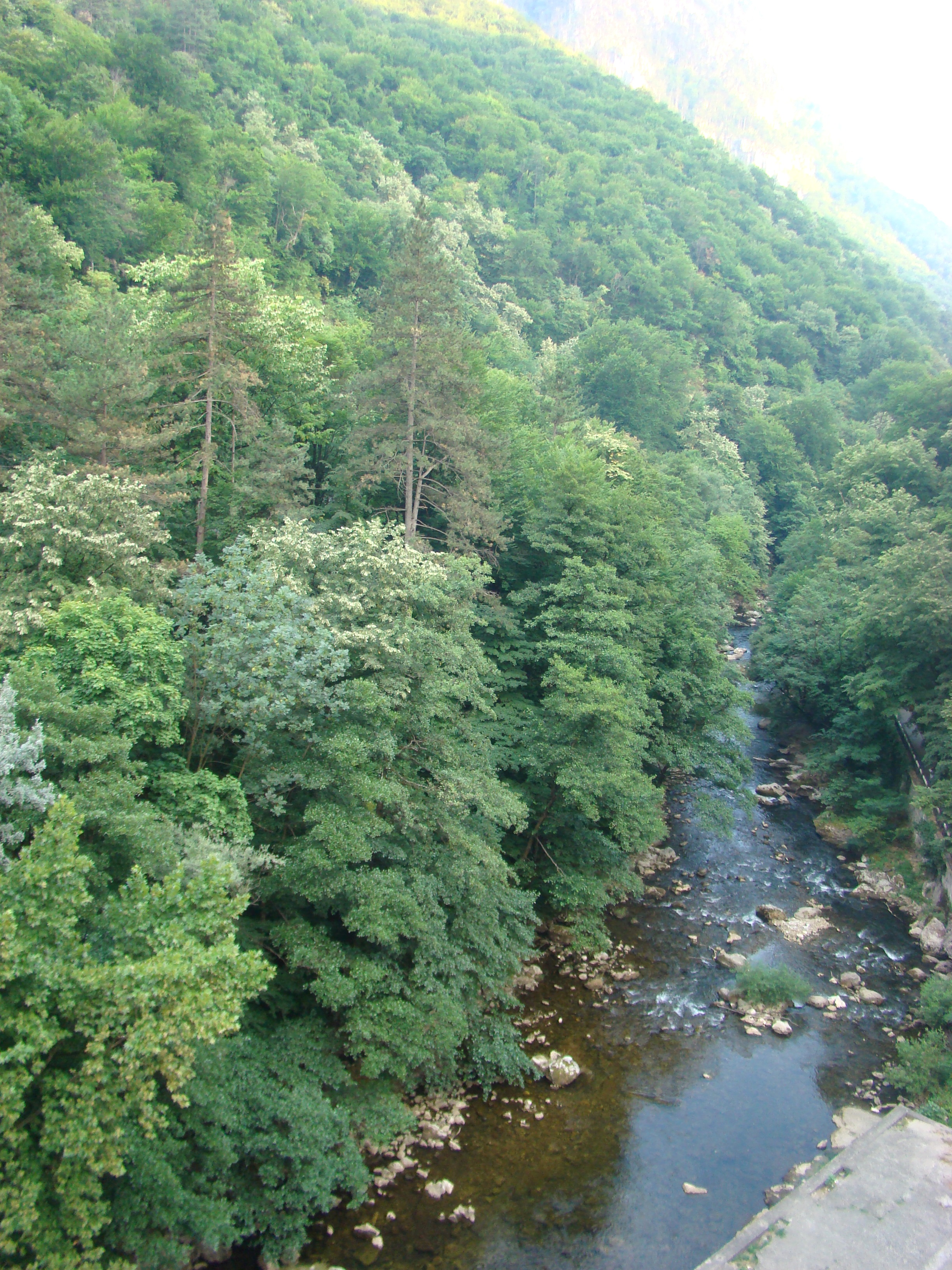
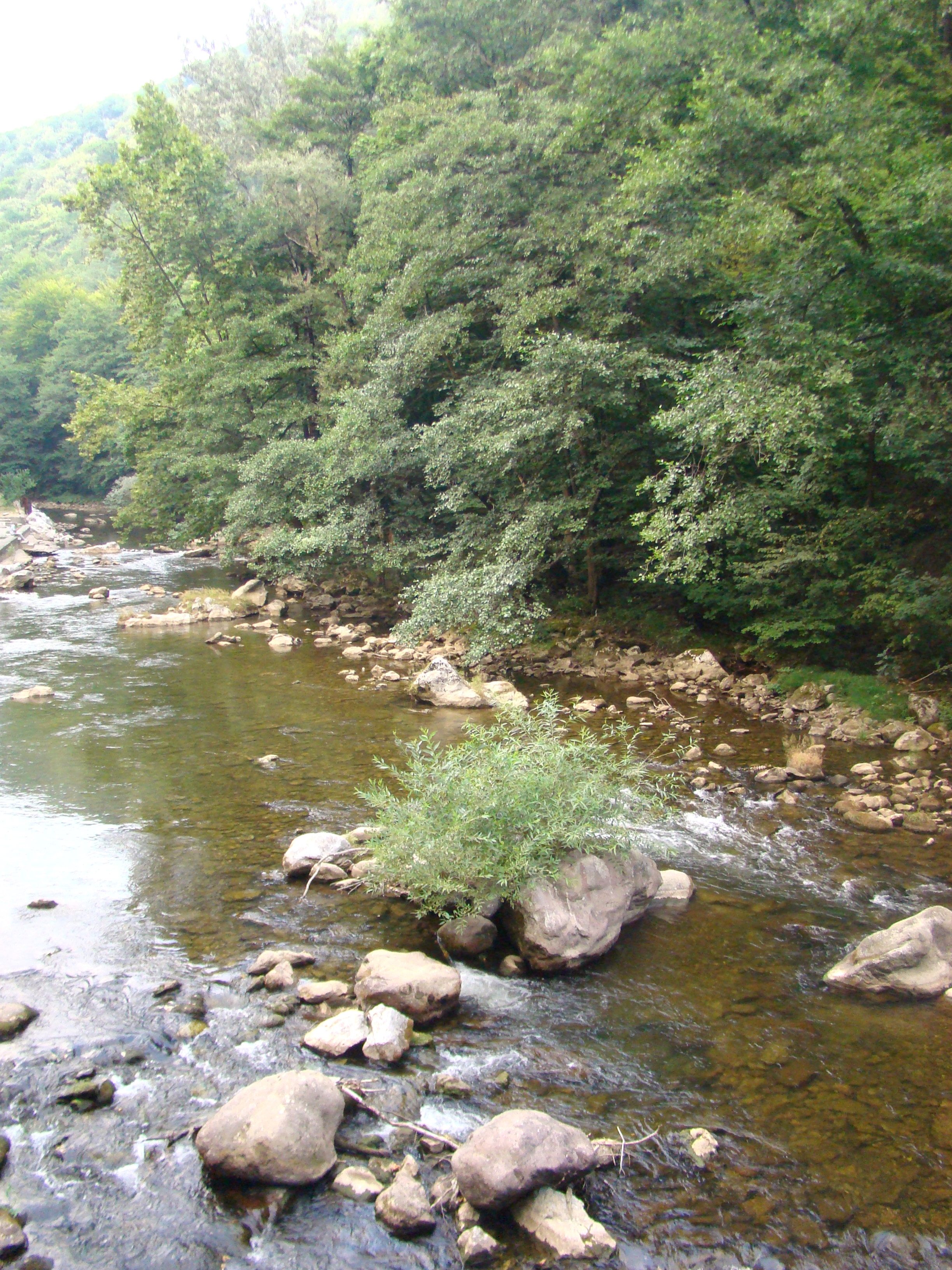